# Melica yajiangensis
Melica yajiangensis är en gräsart som beskrevs av Zhen Lan Wu. Melica yajiangensis ingår i släktet slokar, och familjen gräs. Inga underarter finns listade i Catalogue of Life.